# Orange County Stunners 2020
Questa voce raccoglie le informazioni riguardanti gli Orange County Stunners nelle competizioni ufficiali della stagione 2020.

## Stagione
Gli Orange County Stunners partecipano allo NVA Showcase venendo sconfitti nella finale del torneo, tenutosi in seguito alla cancellazione del torneo NVA a causa della pandemia di COVID-19 negli Stati Uniti d'America.

## Organigramma societario
Area direttiva
- Presidente: ?

Area tecnica
- Allenatore: Kirk Francis

## Rosa
| N° | Nome              | Ruolo | Data di nascita  | Nazionalità sportiva |
| -- | ----------------- | ----- | ---------------- | -------------------- |
| 4  | Jeffrey Schmitz   | P     | 22 maggio 1988   | Stati Uniti          |
| 5  | Corey Chavers     | S     | 17 gennaio 1997  | Stati Uniti          |
| 6  | Kirk Francis      | L     | 20 marzo 1989    | Stati Uniti          |
| 7  | Jared Jarvis      | S     | 22 dicembre 1995 | Canada               |
| 8  | Isaiah Kaaa       | P     | -                | Stati Uniti          |
| 9  | Nicholas West     | C     | 9 ottobre 1991   | Stati Uniti          |
| 10 | Dillon Emery      | O     | -                | Stati Uniti          |
| 11 | Avery Aylsworth   | L     | 18 ottobre 1996  | Stati Uniti          |
| 12 | Terrel Bramwell   | O     | 23 agosto 1990   | Canada               |
| 18 | Matthew Hilling   | S     | 21 maggio 1993   | Stati Uniti          |
| 22 | Nicholas Amado    | C     | 25 gennaio 1995  | Stati Uniti          |
| 25 | Michael Freytag   | C     | -                | Stati Uniti          |
| 27 | Garrett Komisarek | L     | 29 agosto 1992   | Stati Uniti          |
| 28 | Jacob Martinez    | L     | 17 dicembre 1998 | Stati Uniti          |

## Statistiche

### Statistiche di squadra
| Competizione | Punti | In casa | In casa | In casa | In trasferta | In trasferta | In trasferta | Totale | Totale | Totale |
| Competizione | Punti | G       | V       | P       | G            | V            | P            | G      | V      | P      |
| ------------ | ----- | ------- | ------- | ------- | ------------ | ------------ | ------------ | ------ | ------ | ------ |
| NVA Showcase | 9     | 0       | 0       | 0       | 0            | 0            | 0            | 5      | 4      | 1      |
| Totale       | -     | 0       | 0       | 0       | 0            | 0            | 0            | 5      | 4      | 1      |

G = partite giocate; V = partite vinte; P = partite perse